# Setcases
Setcases és un municipi de la comarca del Ripollès. És la capçalera del riu Ter. Està situat a l'extrem nord de la regió de l'Alt Ter.
El nom de Setcases està documentat des de l'any 965, en unes donacions fetes pel comte Sunifred de Besalú al monestir de Sant Pere de Camprodon.
L'església conserva un retaule barroc dedicat a Sant Miquel, que és l'únic de tota la vall de Camprodon que es va salvar de ser cremat durant la guerra civil.
Actualment és un centre turístic notable, tant per l'excursionisme —Ulldeter— com per l'esquí —amb l'estació de Vallter—, cosa que l'ha fet créixer molt més enllà del nombre de cases que suggereix el nom del poble.

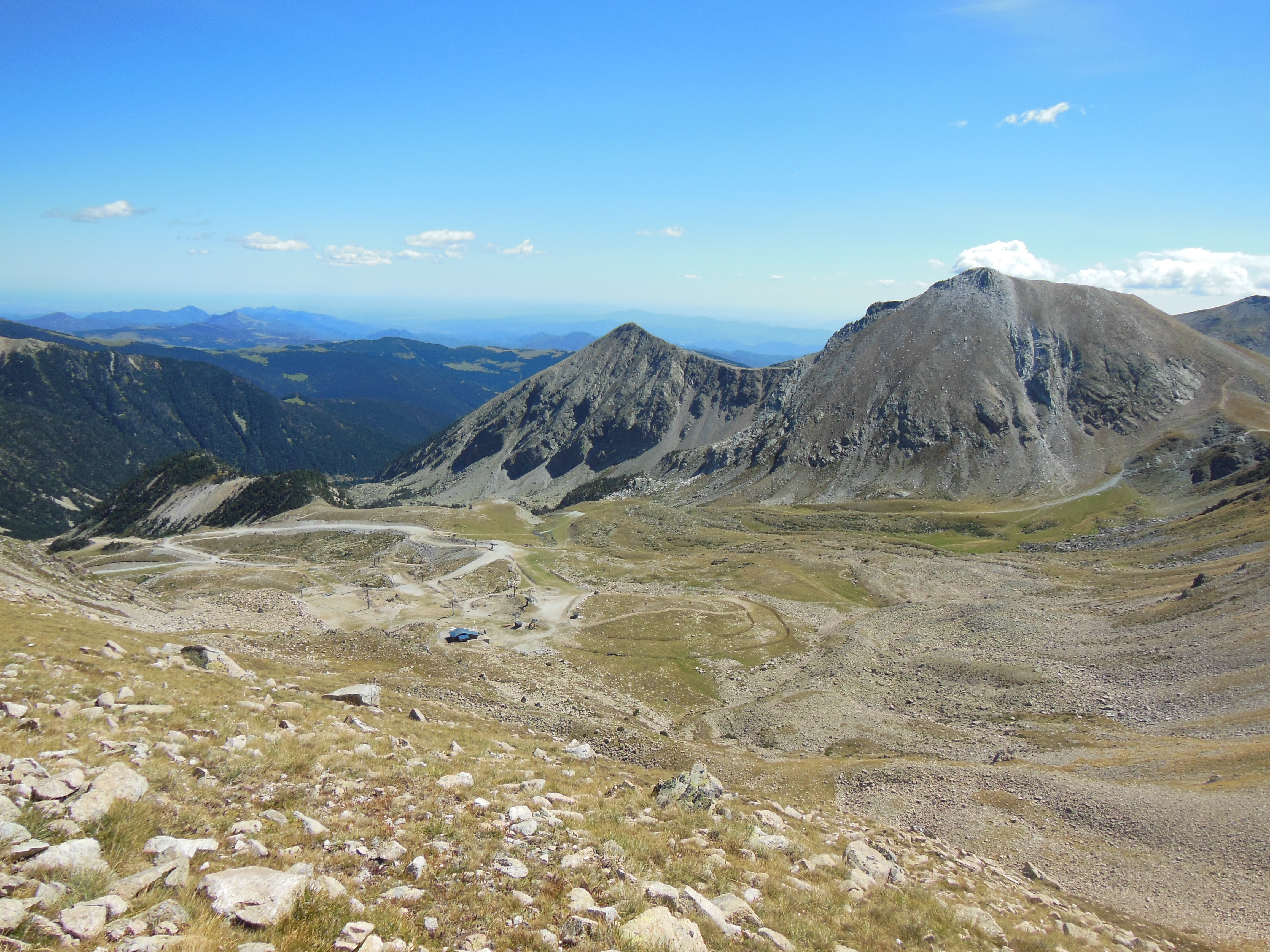
Vista de la part nord del municipi de Setcases. Aquí, els cims del Gra de Fajol (2714m) i del Gra de Fajol Petit (2567m) s'alcen sobre l'estació d'esquí de Vallter 2000.

## Geografia
- Llista de topònims de Setcases (Orografia: muntanyes, serres, collades, indrets..; hidrografia: rius, fonts...; edificis: cases, masies, esglésies, etc).

| Entitat de població          | Habitants (2024) |
| Setcases                     | 188              |
| Pastuira i Pla d'Hospitalets | 3                |
| Estació d'esquí Vallter 2000 | 1                |
| Font: Idescat                |                  |

| Període     | Alcalde o alcaldessa   | Partit polític | Data de possessió | Observacions |
| ----------- | ---------------------- | -------------- | ----------------- | ------------ |
| 1979–1983   | Llorenç Vila Barceló   | Independents   | 19/04/1979        | --           |
| 1983–1987   | LLorenç Vila Barceló   | Independents   | 28/05/1983        | --           |
| 1987–1991   | Francesc Molas Barceló | Independents   | 30/06/1987        | --           |
| 1991–1995   | Francesc Molas Barceló | CIU            | 15/06/1991        | --           |
| 1995–1999   | Jaume Busquets Bartolí | CIU            | 17/06/1995        | --           |
| 1999–2003   | Jaume Busquets Bartolí | CIU            | 03/07/1999        | --           |
| 2003–2007   | Jordi Vila Badosa      | CIU            | 14/06/2003        | --           |
| 2007–2011   | Jaume Busquets Bartolí | CIU            | 16/06/2007        | --           |
| 2011–2015   | Carlos Fernández Amer  | PSC            | 11/06/2011        | --           |
| 2015–2019   | Carlos Fernández Amer  | PSC            | 13/06/2015        | --           |
| 2019-2023   | n/d                    | n/d            | 15/06/2019        | --           |
| Des de 2023 | n/d                    | n/d            | 17/06/2023        | --           |

Actualment, a la legislatura (2015-2019), l'alcaldessa és Anna Vila Palol.

## Demografia
| 1497 f | 1515 f | 1553 f | 1717 | 1787 | 1857 | 1877 | 1887 | 1900 | 1910 |
| ------ | ------ | ------ | ---- | ---- | ---- | ---- | ---- | ---- | ---- |
| 20     | 18     | 17     | 324  | 522  | 509  | 509  | 438  | 439  | 401  |

| 1920 | 1930 | 1940 | 1950 | 1960 | 1970 | 1981 | 1990 | 1992 | 1994 |
| ---- | ---- | ---- | ---- | ---- | ---- | ---- | ---- | ---- | ---- |
| 349  | 264  | 243  | 266  | 190  | 159  | 148  | 170  | 152  | 152  |

| 1996 | 1998 | 2000 | 2002 | 2004 | 2006 | 2008 | 2010 | 2012 | 2014 |
| ---- | ---- | ---- | ---- | ---- | ---- | ---- | ---- | ---- | ---- |
| 160  | 158  | 163  | 181  | 185  | 181  | 165  | 181  | 187  | 195  |

| 2016 | 2018 | 2020 | 2022 | 2024 | 2026 | 2028 | 2030 | 2032 | 2034 |
| ---- | ---- | ---- | ---- | ---- | ---- | ---- | ---- | ---- | ---- |
| 181  | 168  | 170  | 200  | 191  | -    | -    | -    | -    | -    |